# Água para Todos

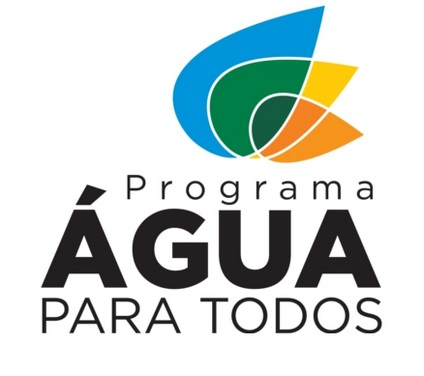
Símbolo do programa

Água para Todos é um programa do Governo Federal do Brasil criado através do Decreto nº 7 535, de 26 de julho de 2011 (1.º governo Dilma), que reúne medidas preventivas e corretivas contra a seca nas regiões onde a precipitação pluviométrica é escassa, sobretudo nas zonas rurais. Faz parte do plano Brasil sem Miséria, associado ao Programa 2.069 - Segurança Alimentar e Nutricional. É, também, conhecido como Programa Nacional de Universalização do Acesso e Uso da Água.

## Objetivo
O Programa Água para Todos estabelece parcerias entre os governos federais, estaduais e municipais, para que as garantias dos direitos ao programa sejam dispensados da melhor maneira possível, aliando a seguridade de direitos essenciais à possibilidade de melhoria das condições de vida da população extremamente pobre, através da elevação da renda familiar per capita da população e levando água a pelo menos 750 mil famílias. Apesar de ter abrangência nacional, o programa dá atenção especial ao semiárido da Região Nordeste do País e ao Norte de Minas Gerais.
A partir da demanda do CadÚnico, foi fixada a meta de instalação de 750 mil cisternas com 16.000 litros de capacidade cada, sendo 450.000 cisternas de placas e 300.000 cisternas de polietileno. O cumprimento das metas se daria entre 2011 e 2014. Segundo dados do Ministério da Integração Nacional, entre 2011 e março de 2015, foram construídas mais de 933 mil cisternas, resultado quase 25% acima da meta. Foram 823 mil cisternas voltadas para o consumo (capacidade de armazenamento: 13,1 bilhões de litros de água) e outras 110 mil cisternas foram construídas para a produção de alimentos. O investimento foi de R$ 4,2 bilhões.
Gráfico Meta x Realizado
A tentativa de amenizar os efeitos negativos da seca que o programa encontrou foi a construção de cisternas de placa de concreto e distribuição de caixas de polietileno (uma por família), além do kit de irrigação. O Programa Água para Todos tem administração da Secretaria de Desenvolvimento Regional (SDR), que formula, implementa, monitora e avalia as ações. Foi lançado quando o Secretário de Desenvolvimento regional era Sérgio Castro e seus primeiros coordenadores gerais técnicos no Ministério da Integração Nacional (que coordenava o Programa no âmbito do Governo federal) foram Adriana Alves e João Francisco Maria. Um comitê gestor nacional, composto pelo Ministério da Integração Nacional, é responsável por coordenar o programa no âmbito dos ministérios do Desenvolvimento Social e Combate à Fome (MDS), das Cidades e do Meio Ambiente, em parceria com a Confederação Nacional dos Trabalhadores na Agricultura (CONTAG) e Confederação Nacional dos Trabalhadores e Trabalhadoras na Agricultura Familiar do Brasil (Contraf-Brasil/CUT). Também fazem parte, do comitê, membros convidados, como a Agência Nacional de Águas (ANA), a Fundação Banco do Brasil e a Companhia de Desenvolvimento dos Vales do São Francisco e do Parnaíba (Codevasf).
A continuação do programa se estenderia, mas, em 2015, segundo a Revista Veja, no referido ano, o Governo Federal deixou de construir 33 mil cisternas, por causa do suposto não pagamento das faturas pelos ministérios da Saúde, da Integração Nacional e do Desenvolvimento, referentes às compras de material para execução das obras. A dívida seria de 350 milhões de reais.